# داوتسن کروس
داوتزن کروس (به هلندی: Doutzen Kroes) (زادهٔ ۲۳ ژانویه ۱۹۸۵) یک مدل و بازیگر هلندی و یکی از مدل‌های معروف به نام «فرشتگان» در شرکت عمده‌فروشی لباس «ویکتوریا سیکرت» است. او از سال ۲۰۰۴ برای این نام تجاری آغاز به کار کرد و در سال ۲۰۰۸ تبدیل به یکی از «فرشتگان ویکتوریا سیکرت» شد.

## زندگینامه
داوتزن کروس در 23 ژانویه 1985 در روستای ایستمتر ( هلندی : Oostermeer ) متولد شد .  مادرش پرستار بود ، سپس تغییر شغل داد و معلم شد و پدرش یوهان کروس روان درمانگر بود. پدر و مادر داوتزن در دهه 1970 قهرمان اسکیت بودند. در دوران کودکی کروس آرزو داشت که یک اسکیت باز حرفه ای باشد. 

## نگارخانه

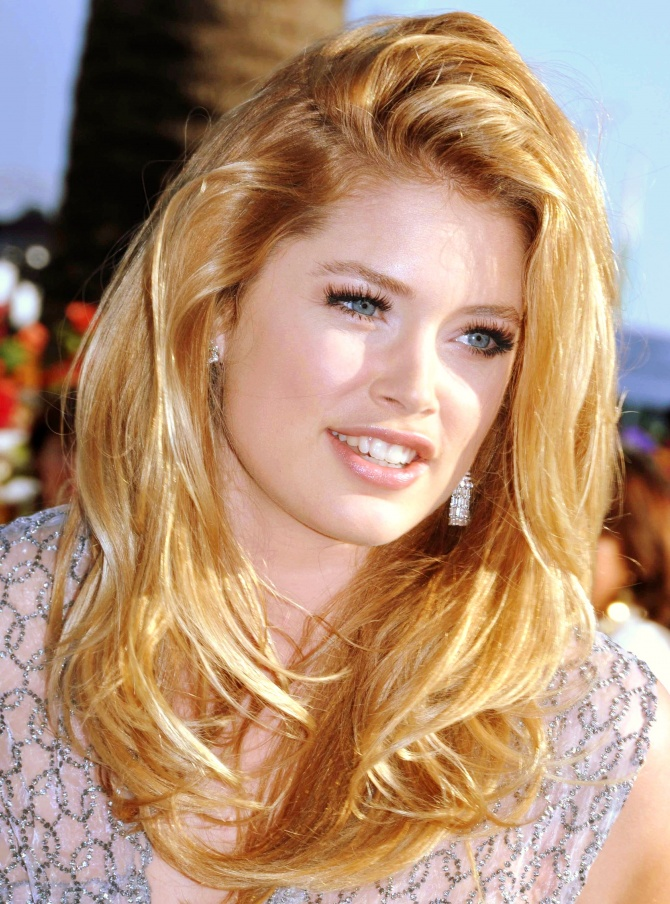
کروس در جشنواره فیلم کن ، سال ۲۰۰۹
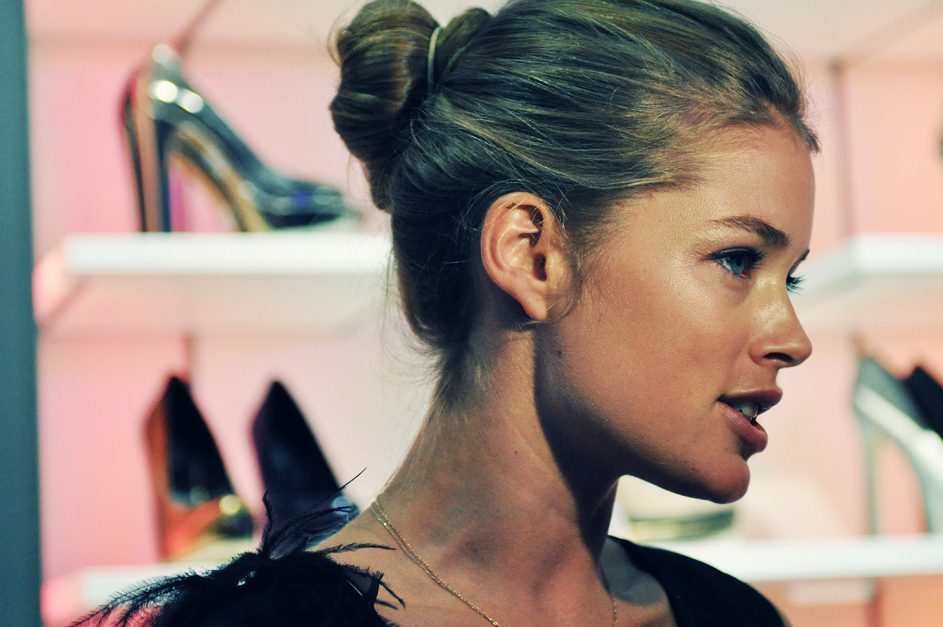
داوتسن کروس در سال ۲۰۱۱، عکس های جیانگ چن
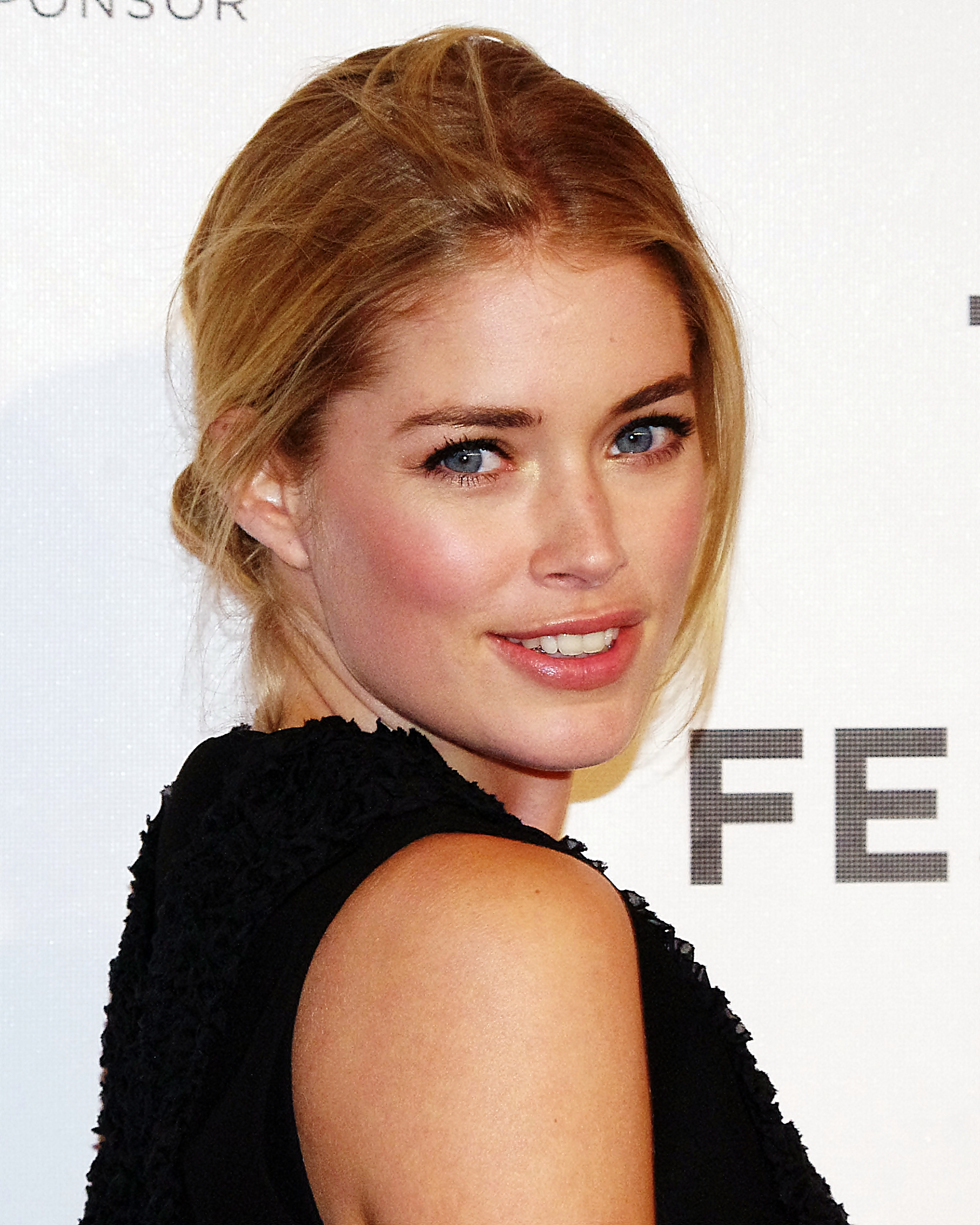
داوتسن کروس در سال ۲۰۱۲ در جشنواره فیلم ترایبکا